# Alsó-Inn-völgyi vasútvonal
Az Alsó-Inn-völgyi vasútvonal (német nyelven a Unterinntalbahn) egy kétvágányú, 15 kV, 16,7 Hz-cel villamosított vasútvonal Ausztriában Kufstein és Innsbruck között. A vonalat a k.k. Nordtiroler Staatsbahn építette, 1858. november 24-én nyílt meg. A vasút rendkívül forgalmas, kapcsolatot teremt a Brenner-vasútvonal és a Rosenheim–Kufstein-vasútvonal között, része a transzeurópai vasúthálózatnak. A jövőben szerepét a Új Alsó-Inn-völgyi vasútvonal veszi át, jelentősen lecsökkentve a menetidőt Olaszország és Nyugat-Európa között.

## Története
A vonalat 1858. november 24-én nyitották meg Nyugat-Ausztria első vasútvonalaként, miután I. Ferenc József császár már 1853-ban elrendelte a megépítését. A 150. évfordulót 2008-ban ünnepelték Wörglben.
Az első Osztrák Köztársaságban a vonal az Innsbrucki Szövetségi Vasúti Igazgatóság hatáskörébe tartozott. Ausztria 1938-as annektálása után rövid ideig Reichsbahndirektion Innsbruck néven működött, mielőtt 1938. július 15-én feloszlatták. 1945 után az ÖBB újjáalakult, és az 1938 előtti igazgatósági struktúrát állították vissza, beleértve az Innsbrucki Szövetségi Vasúti Igazgatóságot is.

## Útvonal
A vonal az Inn folyó völgyének nyugati oldalán, a Thierberg hegy lábánál, szorosan összefonódva az úttal és az Inn folyóval, Kiefersfelden felől érkezve, körülbelül Eichelwanggal szemben lép be Ausztria területére. Kufstein vasútállomása az óvárossal szemben lévő Inn alacsony teraszán épült. Közvetlenül mögötte a folyó és a Zeller-hegy közötti keskeny ponton halad át. Ezután a vasútvonal elhagyja a folyót, és egyenes vonalban halad a völgyfenék mentén a Glaurach Inn hídjáig, ahonnan a völgy jobb oldalán lévő Wörgl állomáshoz érünk. Közvetlenül az északi feje előtt hidat képez a Brixentaler Ache, amelyet viszont kelet felé követ a Wörglben leágazó Salzburg–Tirol-vasútvonal.
A széles völgytalpban nagyon egyenes vonalban haladva Rattenbergbe Kundlon keresztül jutunk el, amelynek Schlossbergjét a vonal egyetlen rövid alagútjában keresztezi. Ezután következik a Brixlegg vasútállomás és a következő átkelés a Inn völgy északi oldalán. A vasútvonal ismét nagyon egyenes Münsterig, ahol a vonal a folyóhoz közeledő domborzati terasz miatt nagy ívekkel közvetlenül az Inn mentén halad.
Jenbach állomásról a vonal Schwazon keresztül délnyugatra halad tovább. A Karwendel előtti alacsony hegyi teraszon a vonal ezután Fritzens-en keresztül nyugat felé halad Hallba, amelynek a Karwendelből kifolyó patakok hordalékkúpját a Karwendel közelében, valamivel több kanyarral, de még mindig nagyon nagyvonalúan megkerülik. Az építők ezután egyenes vonalat terveztek a Mühlau Inn északi magas teraszának érintőjéig, ahol az Inn-híd magasságát gátépítéssel érik el. Egy utolsó délnyugati kanyar végül a vasútvonalat a városi viadukton át a Sill folyó partján fekvő Innsbrucki főpályaudvarra vezeti.

## Korszerűsítési intézkedések
A vonal kapacitásának növelése érdekében és a Brenner-bázisalagút megépítését megelőzve új, nagy kapacitású vonalat építettek a Kundl 1-es elágazás és az átépített Fritzens-Wattens 1-es elágazás (Baumkirchen közelében) között, amelyet 2012. december 9. óta menetrend szerint használnak a vonatok. A vonal nagy része alagutakban fut, hogy elkerüljék az Inn-völgy további károsodását, amelyet már így is nagymértékben érint a zaj. A korszerűsített vonalat 220 km/h sebességű vegyes forgalomra tervezték. Az Unterinntalbahn Brannenburg-Schaftenau-Kundl/Radfeld bővítési programjának második szakasza jelenleg a tervezési szakaszban van.
A Schaftenau és Kundl közötti, 2005 óta tartó útvonalkeresési folyamat 2009 végén fejeződött be. Egy 1993-ban végzett megvalósíthatósági tanulmány alapján 17 változatot tártak fel az Inn-völgytől északra és délre, valamint a völgytalpban. A 2008-as előzetes kiválasztás után négy változatot vizsgáltak meg alaposabban. A kiválasztott útvonal Kundl előtt egy tíz kilométeres alagútban és más bevágások és alagutak láncolatában halad nyugat felé. Schaftenaunál (Kufsteintől délre) az útvonal a meglévő vonalhoz csatlakozik.
Wörgl és Innsbruck között az ETCS vonatbefolyásoló 2. szintje 2012-ben lépett működésbe.

## Literatur
- Martin Pellizzari. Eisenbahnachse Brenner: Zulaufstrecke Nord 1996–2012: Dokumentation, Erfahrungen, 1, Innsbruck: Haymon (2012. március 19.). ISBN 978-3-7099-7034-8
- Hermann Strach. Geschichte der Eisenbahnen Oesterreich-Ungarns von den ersten Anfängen bis zum Jahre 1867. Wien / Teschen / Leipzig: Karl Prochaska, 73–503. o. (1898. március 19.)